# 秩父鉄道6000系電車
秩父鉄道6000系電車（ちちぶてつどう6000けいでんしゃ）は、秩父鉄道の急行列車用車両。

## 概要
西武鉄道の新101系4両編成3本（12両）を2005年（平成17年）に購入し、3両編成に改造した上で急行「秩父路」に投入。3000系（元JR東日本165系）を置き換えた。3編成はいずれも過去に秩父鉄道への直通運転に使用していた車両で、対応改造時に変更された独自仕様を一部引き継いでいる（西武101系電車#秩父鉄道乗り入れ改造も参照）。
6001号編成は広瀬川原車両区にて、委託を受けた西武車両が改造工事を行った。ただし、要員確保の問題から工事管理のみに留まり、実際の運転台移設作業は東横車輌電設が担当し、同年12月28日に落成した。6002・6003号編成は西武鉄道の武蔵丘車両検修場で施工したが、これらは一度秩父鉄道の広瀬川原車両区に回送していた車両を改めて回送し直している。
2006年（平成18年）3月15日に、急行「秩父路1号」より運用を開始した。その後も順次3000系の置き換えを行い、同年11月26日から急行「秩父路」は本系列に統一された。
2007年（平成19年）3月6日のダイヤ改正よりワンマン運転を実施している。
2014年（平成26年）10月26日からは、旧300系登場当時の塗装を模した茶色系のリバイバルカラー車両が6003号編成にて運行されている。
2022年（令和4年） 10月1日のダイヤ改正で急行運用が削減（平日2往復・土休日1往復に減便、運行区間を熊谷 - 三峰口間に短縮)されたが、余剰となった残りの編成を活用し、各駅停車の一部運用に充当されるようになった。また、同月20日にふかや花園駅前でグランドオープンした「ふかや花園プレミアム・アウトレット」への乗客輸送に対応するため、通勤車のみの運用では難しい時間帯を中心に同系車両が充当された。
2023年（令和5年）3月現在、急行「秩父路」の全列車および一部の各駅停車（急行の送り込み、折り返し運用を含む）に6000系が充当されている。各停運用の際、運転士の注意喚起の一環で運転台上に誤通過防止策として「6000系各停通過注意」の小型プレートが掲示される。

## 改造内容
編成構成の変更（中間車の先頭車化）
- 西武101系の中間電動車であるM2車（モハ101形偶数車）に、制御車であるTc2車（クハ1101形偶数車）の先頭部を取り付けて制御電動車とし、秩父鉄道6000系Mc1車（デハ6000形）となっている。
- M1・Tc1についてはそれぞれ車種はそのまま、形式がデハ6100形・クハ6300形とされた。

急行形化
- 先頭車の前面下部に「急行秩父路」が表示できる愛称表示器を新設した。なお、300系にも「急行秩父路」の愛称をプレートを使って表示していたが、3000系では愛称表示が「秩父路EXPRESS」（プレート式）となっていた。本系列の導入により14年ぶりに「急行秩父路」の愛称表示が復活している。また、急行形電車としては初めて種別・行先表示を導入した。種別表示は「急行」の幕を使用（当初は使用されず）している他、行先表示が幕式からLED式となった。なお、ワンマン運転時に備えて「ワンマン」の幕も用意されている。
- 車内がロングシートから西武10000系改造発生品のクロスシートに変更されるとともに中央の側扉を撤去し、それを塞いだ上で大型の固定窓を新設した。これにより旅客用乗降口が片側3か所から2か所となった。

ワンマン対応化
- 乗務員室内にデッドマン装置、ドア開閉スイッチ、自動放送装置を新設した。なお、自動放送は車掌乗務時にも使用される。

バリアフリー化
- 乗務員室・客室には相互通話可能な非常通報装置を取り付けた。
- 車内貫通扉上部に行先や次の駅などを表示するLED式旅客案内表示器を設置した。
- ドアの開閉予告のためのドアチャイムを各ドアの左上に設置するとともに、冬季の寒冷対策としてドアの横に半自動時のドア開閉ボタンを設置した他、床にはドア位置を示す黄色の点字ブロックを設置し、視認性の向上を図った。
- Mc2車（デハ6000形）の運転士側背面に車椅子スペースを設置するとともに、スロープも乗務員室内に設置した。

その他
- 前照灯を丸型から角形に変更し中央部にLED表示器を設置するなど前面デザインを変更、さらにオリジナルデザインのスカートを設置した。
- ワイパーを空気式から電気式に変更した。
- 妻引戸（貫通扉）をTc1車（クハ6200形）とM1車（デハ6100形）の羽生寄りに設置した。西武時代では各車片側（秩父鉄道基準で三峰口方）のみの設置だったが、これで各車端部に設置された。
- 屋根上機器のパンタグラフは種車由来（直通対応時に交換）のPT4320Sであるが、集電舟を端部が逆三角形のものへ交換している。すり板はカーボン製。
- 車体塗装は3000系に準じ、クリームの地色に窓周りと裾部に青帯を配し、前面窓周りを黒とした。
- 側扉は101系時代と同じくステンレス無塗装としている。
- 電気連結器を撤去した。またデハ6200形には中間連結器を搭載する。クハ6201・デハ6002・クハ6203の3両は連結器は直通対応時に装備された自動解放装置の名残として、錠解放シリンダ付きの連結器や復心装置に対応した連結器胴受がそのまま残されている。

## 車内
座席は西武10000系の更新時に発生した旧シートを再利用したオールクロスシートとなっており、わずかであるがリクライニングさせることも可能である。なお、車幅の関係から回転はできず、向かい合わせに固定のままでの運用となっており「リクライニング機能付きボックスシート」ともいうべき、他にあまり類例を見ないシート構成となっている。ただし客用扉直近の車両中央寄りのシート2列は向かい合わせではなく、2列続けて同じ方向（車両中央向き）で固定されている（いわゆる集団見合型）。車端部やドア間の一部の座席は窓との位置がずれている箇所もある。また、背面テーブルが撤去されている部分でもテーブル止めが残っている箇所がある。
また、元々急行形だった3000系と違い通勤型から改造したため、デッキは装備されていない。

## 編成表
|                    |                      | ← 羽生三峰口 →  |                   |                |
| 形式               | 形式                 | デハ6000 (Mc1)  | ◇ ◇ デハ6100 (M1) | クハ6200 (Tc1) |
| 搭載機器           | 搭載機器             | MG,CP,BT        | CONT              |                |
| 車内設備           | 車内設備             | ♿︎              |                   |                |
| 自重               | 自重                 | 43 t            | 42 t              | 32 t           |
| 定員               | 定員                 | 80              | 86                | 82             |
| 車両番号(西武車番) | 6001号編成 (229編成) | 6001 (1230+230) | 6101 (229)        | 6201 (1229)    |
| 車両番号(西武車番) | 6002号編成 (231編成) | 6002 (1232+232) | 6102 (231)        | 6202 (1231)    |
| 車両番号(西武車番) | 6003号編成 (233編成) | 6003 (1234+234) | 6103 (233)        | 6203 (1233)    |

凡例
- CONT：主制御器
- MG：補助電源装置（電動発電機）
- CP：電動空気圧縮機
- BT：蓄電池
- ♿︎：車椅子スペース

## 臨時列車
秩父鉄道では、沿線でのイベントや観光シーズンなどに合わせて臨時急行や定期急行「秩父路」の愛称変更などを行っているが、先頭にLED式の愛称表示器を持つ本系列では就役以来2007年11月までこういった臨時愛称はLEDによる列車名表示に留められてきた。しかし、同年12月運転の「秩父夜祭号」から愛称表示器の上に特製ヘッドマークが掲出されるようになり、以降3000系で行っていたような特製ヘッドマークの掲出が行われており、「蝋梅号」「さくら号」「芝桜号」「秩父川瀬祭り号」「秩父夜祭号」「急行ガリガリ君エクスプレス」は毎年のように特製ヘッドマークを装着している。

### ヘッドマーク掲出による運転実績
2007年
- 12月2日・3日：急行「秩父夜祭号」

2008年

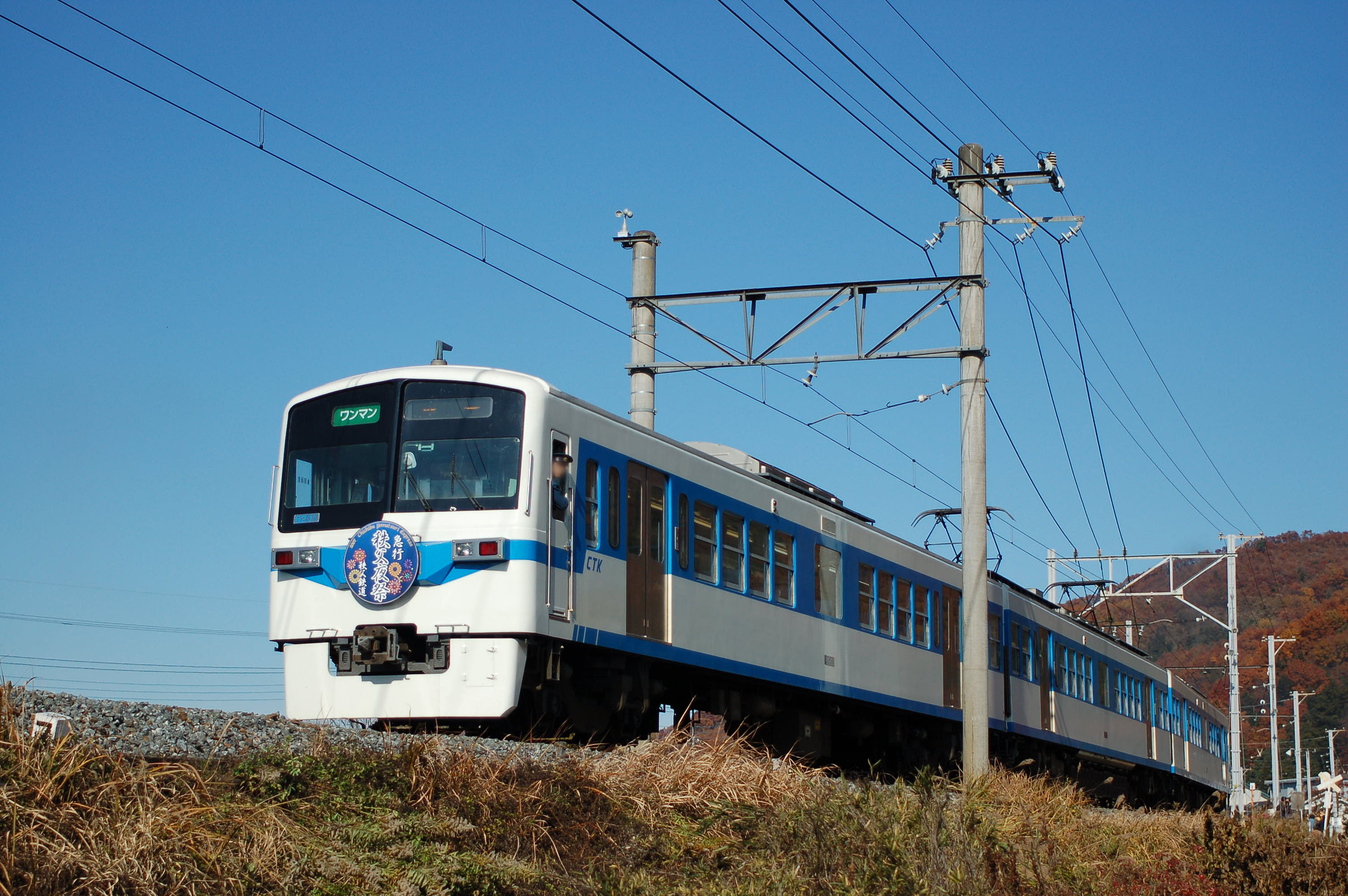
「秩父夜祭号」ヘッドマーク掲出

- 1月1日 - 3日：急行「開運号」および「謹賀新年」ヘッドマーク
- 1月19日 - 2月17日：急行「蝋梅号」
- 3月18日 - 4月6日：急行「さくら号」
- 4月12日 - 5月6日：急行「芝桜号」
- 7月20日：急行「秩父川瀬祭号」
- 11月：急行「奥秩父大滝紅葉まつり号」
- 11月下旬 - 12月3日：急行「秩父夜祭号」 - 各編成ごとに異なるヘッドマークを装着

2009年
- 1月1日 - 3日：急行「開運号」
- 1月17日 - 2月22日：急行「ろうばい号」
- 3月27日 - 4月5日：急行「さくら号」急行「ガリガリ君エクスプレス」ヘッドマーク装着

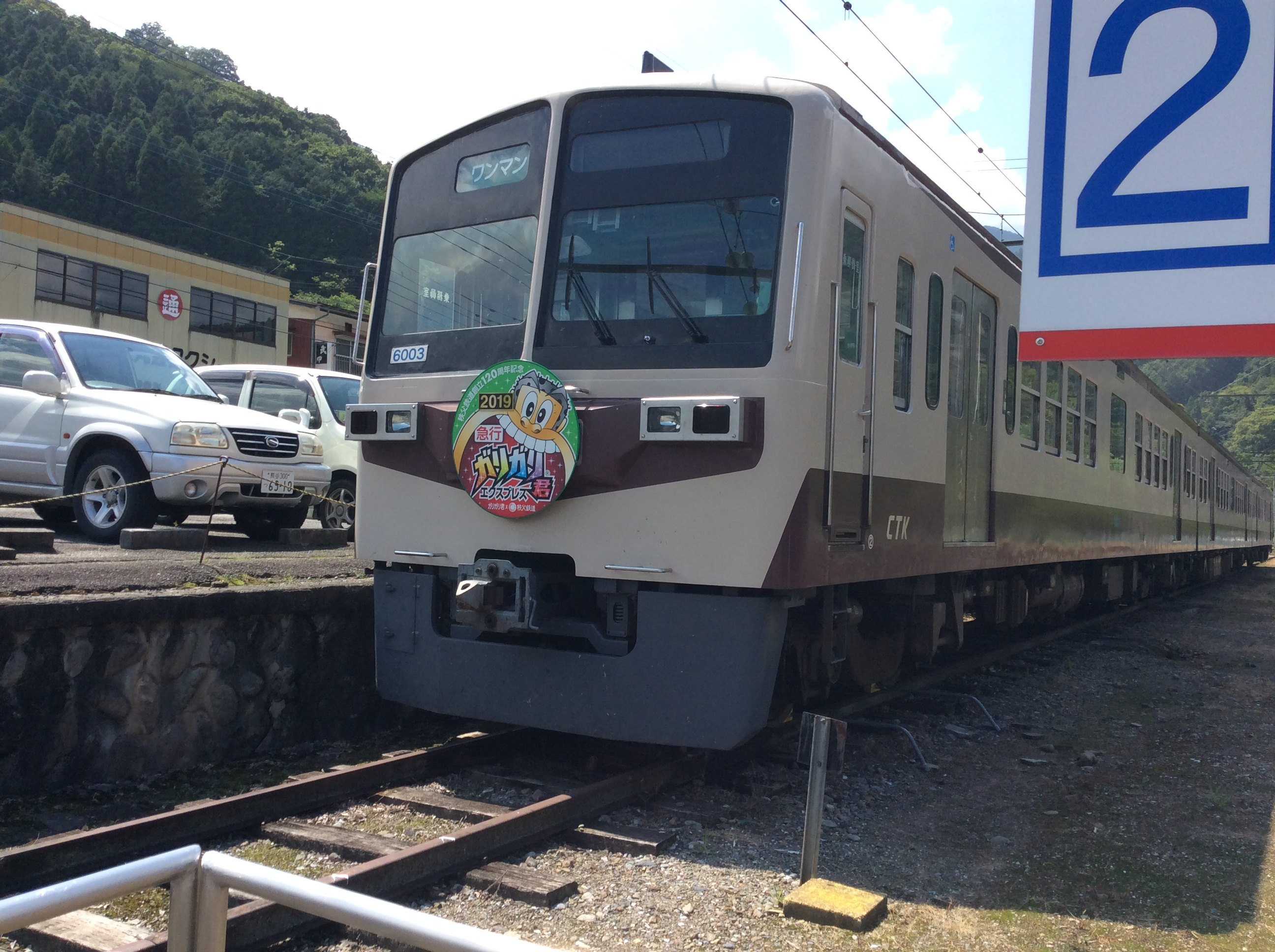
急行「ガリガリ君エクスプレス」ヘッドマーク装着

- 4月11日 - 5月6日：急行「芝桜号」 - 各編成ごとに異なるヘッドマークを装着
- 7月20日：急行「秩父川瀬祭号」（秩父路3号のみ）
- 9月下旬 - 10月4日：「第9回ロングウォークちちぶ路」（6002号編成のみ）
- 11月下旬 - 12月3日：急行「秩父夜祭号」

#### 2019年
・8月1日〜9月30日：急行「ガリガリ君エクスプレス」-6003号編成のみ